# Tanintharyi (oblast)
Tanintharyi je jedna ze správních oblastí Myanmaru. Leží v nejjižnější části země na šíji Kra, vytváří dlouhý úzký výběžek sevřený mezi pobřežím Andamanského moře a Tenasserimskými horami, po jejichž hřebeni probíhá hranice s Thajskem. Oblast má rozlohu 43 345 km² a žije v ní okolo půldruhého milionu obyvatel, hlavním městem je Tavoj. Většinu obyvatelstva tvoří Barmánci, hovořící specifickým tavojským dialektem. Původně se tato správní jednotka jmenovala Tenasserim, po převratu v roce 1988 byla oficiální transkripce do latinky změněna na současnou podobu.
Region ovládala Pugamská říše a poté siamské království Sukhothaj, po jeho zániku bylo Tanintharyi spornou oblastí, o kterou vedli Barmánci a Thajci řadu válek. Po první anglo-barmské válce se v roce 1826 oblast stala první částí Barmy, kterou ovládli Britové. Po vyhlášení barmské nezávislosti byla od provincie odtržena nejsevernější část, která byla připojena ke Karenskému státu a Monskému státu.
Tanintharyi je odlehlou částí země, která je kvůli zanedbané infrastruktuře pro cizince obtížně přístupná. Většinu území pokrývají pralesy, hlavním bohatstvím je teka obrovská, kaučukovník, palma olejná a palma kokosová, pěstuje se rýže a tropické ovoce, těží se cínové a wolframové rudy, na mořském pobřeží se získává sůl, oblast má také v rámci celé země prvenství v rozsahu rybolovu a sběru perel. Součástí správní jednotky jsou také Mergujské ostrovy s korálovými útesy a písečnými plážemi, na ostrovech žijí mořští kočovníci z národa Salone.